# Chen Geng
Chen Geng (陳賡, 27 février 1903 - 16 mars 1961) est un officier militaire communiste chinois qui fut l'un des dix « grands généraux » de l'armée populaire de libération.
S'engageant dans l'armée d'un seigneur de la guerre à 13 ans, il rejoint le Parti communiste chinois en 1922 et entre  à l'académie de Huangpu en 1924. Il se rapproche de Tchang Kaï-chek et lui sauve même la vie en l'empêchant de se suicider. Il sert comme espion communiste dans l'armée du Kuomintang pendant 6 ans. Après avoir été découvert, il rejoint la base communiste du Jiangxi et participe à la Longue Marche de 1935.
Il combat les Japonais pendant la seconde guerre sino-japonaise puis les nationalistes pendant la guerre civile chinoise. Une fois la victoire obtenue, il part au Vietnam aider Hồ Chí Minh contre les Français lors de la guerre d'Indochine puis participe à la guerre de Corée avec l'armée des volontaires du peuple chinois. Il devient général en 1955. Il fonde ensuite une académie de technologies militaires mais meurt avant de finaliser les programmes de missiles balistiques et d'armes nucléaires.

## Biographie

### Jeunesse et formation
Né au Hunan, Chen est le second enfant d'une fratrie de 12. Mais comme son seul frère aîné meurt jeune de maladie, Chen devient le fils aîné de la famille. Son grand-père, Chen Yiqiong, est un officier de l'armée impériale chinoise qui a été récompensé pour sa bravoure. Après sa retraite, Chen Yiqiong achète une terre agricole avec la récompense, et au moment où né Chen Geng, sa famille possède plusieurs centaines de mu et devient l'une des plus riches de la région. Le père de Chen se nomme, Chen Daoliang, et sa mère, Peng Xuexian. À 13 ans, son père arrange un mariage avec une fille de deux ans son aînée, mais Cheng refuse ce mariage et quitte sa famille pour rejoindre l'armée. La vie militaire dans l'armée d'une seigneur de la guerre n'est cependant pas ce qu'espère Chen qui n'obtient pas de gloire comme son grand-père. Il attrape même la gale. Son départ sert d'exemple à son frère pour rejoindre l'armée mais celui-ci meurt de maladie en service. C'est un Chen désillusionné qui quitte l'armée à 18 ans et trouve un travail au bureau des chemins de fer du Hunan comme réceptionniste. Durant cette période, il rencontre Mao Zedong, un événement qui change sa vie.
Chen rejoint le Parti communiste chinois en 1922 et étudie à l'académie de Huangpu en 1924. Chen, Jiang Xianyun, et He Zonghan, sont considérés comme les trois meilleurs étudiants de l'académie à l'époque. Chen gagne la confiance de Tchang Kaï-chek et devient commandant de sa garnison. En octobre 1925, durant la seconde campagne contre le seigneur de la guerre locale Chen Jiongming, l'avant-garde de Tchang, la 3e division commandée par Tan Shuqing, avance trop rapidement et se fait isolée après avoir pris Huizhou, la base de Chen Jiongming. Elle tombe dans une embuscade ennemie commandée par le seigneur de la guerre Lin Hu (en) à Huayang. Contre l'avis de Chen Geng, Tchang insiste pour aller commander sur la ligne de front, mais la situation est dangereuse : après avoir fait décapité une demi-douzaine de déserteurs et mener personnellement la charge de contre-attaque, un sabre à la main, Tan Shuqing échoue à contrôler ses forces qui sont complètement détruites. Tchang est couvert de honte mais refuse de fuir, tentant de se suicider. Cheng Geng réussit à lui prendre son pistolet et à le faire évacuer du champ de bataille par la force. Il gagne ainsi davantage la confiance de Tchang, cependant, quand le Kuomintang brisera ses liens avec les communistes en 1927, Chen commencera à travailler comme taupe pour les communistes à Shanghai.
En mars 1933, Chen est envoyé à Shanghai pour soigner ses blessures à une jambe, tout en remettant ses rapports à la république soviétique chinoise de Jiangxi via Agnes Smedley, ce qui deviendra une source d'inspiration pour son livre La Marche de l'armée rouge en Chine (en). Mais Chen est capturé à Shanghai par le Kuomintang. Mais comme il a par le passé sauvé la vie de Tchang Kaï-chek, sa vie est épargnée. Tchang ordonne son transfert en résidence surveillée et ne n'envoi pas en prison. Chen s'échappe cependant un mois plus tard avec l'aide d'agents communistes. De nouveau, Tchang, reconnaissant de l'acte passé de Chen, n'ordonne pas à l'armée nationaliste et à la police de le capturer mais déclare qu'il allait être libéré très prochainement.
Après sa fuite pour Nankin, Chen reçoit l'ordre des communistes de retourner à la base communiste du Jiangxi en train mais il est reconnu par des officiers nationalistes voyageant dans le même train. L'ancien vice-président de l'académie de Huangpu chargé des affaires éducatives, Qian Dajun, et ancien instructeur de Chen, est également dans le train, et reconnait Cheng. Il ordonne de l'inviter à dîner dans sa cabine personnelle. Chen refuse d'abord, essayant de se faire passer pour un homme d'affaires, mais sa tentative fait rire les officiers nationalistes. Se sachant découvert, Chen se rend dans la cabine de Qian Dajun, et les deux hommes discutent quelques instants avant que Qian ne révèle qu'il est envoyé par Tchang au Jiangxi pour mettre en place une autre campagne pour exterminer les communistes. Chen est visiblement nerveux et trouve une excuse pour partir; prétendant devoir descendre du train après Xuzhou et Qian le laisse partir.
Juste après être descendu, Chen remonte ensuite dans le même train et s'assis dans le coin d'un wagon différent, mais de nouveau un officier nationaliste apparaît devant lui : « Mr. Chen, vous n'êtes toujours pas descendu du train, le général Qian demande encore à vous voir ». Chen n'a d'autre choix que de revenir finir le repas avec Qian avant de finalement partir. Les hommes de Qian sont déconcertés de voir Chan autorisés à partir et Qian lui révèle que puisque Tchang n'a pas ordonné l'exécution de Chen et n'a rien fait après sa fuite, l'arrêter et l'exécuter mettrait Tchang dans une position délicate du point de vue de l'opinion publique. De plus, Qian Dajun apprécie personnellement cet excellent étudiant, qui était son préféré, malgré leur divergences politiques. Chen réussit finalement à atteindre la base communiste et participe à la Longue Marche de 1935.

### Carrière militaire

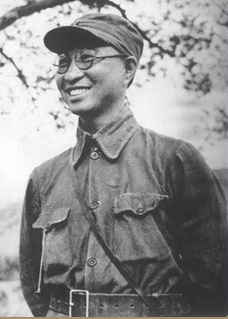
Chen Geng durant la seconde guerre sino-japonaise.

Au moment où éclate la seconde guerre sino-japonaise, Chen est nommé commandant-en-chef de la 386e brigade qu'il mène dans des victoires contre l'armée impériale japonaise et sa brigade est considérée comme la meilleure de Chine par Evans Carlson. En 1940, il mène sa brigade au Shanxi durant l'offensive des cent régiments. Après la reddition du Japon de 1945, la brigade de Chen devient la 4e colonne du district militaire du Shanxi – Henan – Hebei – Shandong. Il mène ses troupes lors d'importantes batailles de la guerre civile chinoise comme la campagne de Shangdang (en) de 1945, la campagne de Datong-Puzhou (en), la campagne de Linfen–Fushan (en) et la campagne de Lüliang (en) de 1946, la campagne des contreforts orientaux de la montagne Funiu (en) de 1947, et la campagne de Huaihai (en) de 1948. La guerre se termine et la 4e colonne devient le 4e groupe d'armées, et Chen sert comme commandant et commissaire politique. Ses troupes entrent au Yunnan en 1949.

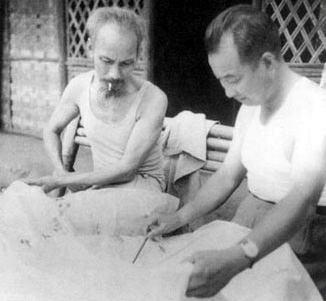
Chen Geng avec le Vietnamien Hô Chi Minh en 1950.

À la demande de Hồ Chí Minh, ami de longue date de Chen, celui-ci entre au Vietnam pour aider Võ Nguyên Giáp à lancer une série d'attaques sur des bases françaises isolées le long de la frontière chinoise en 1950. De retour du Vietnam, il part pour la guerre de Corée et sert comme commandant et commissaire politique du 3e groupe d'armée de l'armée des volontaires du peuple chinois. Quand le commandant de l'armée, Peng Dehuai retourne en Chine, Chen prend temporairement le commandement. Il devient général en septembre 1955. Son beau-frère, Tan Zheng (en), qui est marié à la sœur de Chen, Chen Qiuju, a été fortement influencé par Chen pour rejoindre les communistes et est devenu général en même temps que lui.

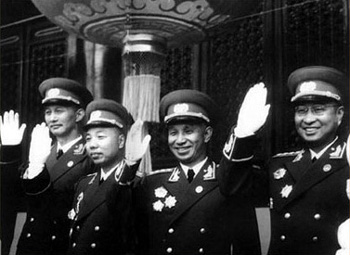
Chen Geng avec Su Yu et d'autres généraux sur la place Tian'anmen.

De retour de la guerre de Corée, Chen fonde l'académie de génie militaire à Harbin, s'engageant dans le développement d'armes technologiques. L'école devient l'une des plus fameuses universités de Chine en quelques années. Bien que fermée en 1970, la plupart des collèges de génie militaire chinois d'aujourd'hui, comme l'université nationale de technologie de défense de Changsha, prennent leurs origines dans l'académie de Chen. En raison de son expérience, Chen se concentre sur le programme de missiles balistiques et d'armes nucléaires de la Chine. Il ne parvient cependant pas à finaliser ces programmes. Il meurt d'un crise cardiaque en 1961 à Shanghai.

## Vie privée
Chen est également connu pour son franc-parler et son humour. Il plaisante souvent avec ses collègues, même avec des officiers supérieurs comme Mao Zedong, Zhou Enlai, ou Lin Biao, et est réputé pour être la seule personne à plaisanter avec Peng Dehuai. Sa première femme, Wang Genying, est tuée par les Japonais en 1938 au Hebei. Sa seconde femme est Fu Ya.